# 姚弋仲
秦景元帝姚弋仲（280年—352年），南安郡赤亭縣（今甘肅省隴西縣西）羌人。西晉末期至五胡十六國前期人物，南安羌族酋長，先後降於前趙、後趙及東晉。姚弋仲亦是後秦開國君主姚萇之父。

## 先世
姚弋仲為燒當羌後代，漢光武帝建武中元年間其先祖滇虞因侵擾東漢而受東漢朝廷討伐，被逼逃亡出塞。至遷那時內附，至此獲居於南安郡赤亭縣。姚弋仲是遷那的五世孫，其父是曹魏鎮西將軍、西羌都督柯回。

## 生平
姚弋仲年少聰明而勇猛，英明果斷，雄武剛毅，不治產業而以收容救濟為務，故很受眾人敬服。永嘉六年（312年），時值永嘉之亂次年，姚弋仲舉眾東遷榆眉，胡漢人民扶老攜幼跟隨者有數萬，姚弋仲並於此時自稱護西羌校尉、雍州刺史、「扶風公」。太寧元年（323年），前趙帝劉曜消滅盤據隴西的陳安後，關隴地區的氐、羌部落都向前趙請降，劉曜就以姚弋仲為平西將軍，封平襄公。
劉曜於咸和三年（328年）敗於後趙天王石勒後，留守長安的太子劉熙於次年棄守長安，出奔上邽（今甘肅天水市），導致關中大亂，後趙乘時進取關中。不久石虎更領兵攻下上邽，消滅前趙殘餘勢力，姚弋仲亦於是歸降後趙，並獲石虎推薦行安西將軍、六夷左都督。姚弋仲當時向石虎建議遷移隴上豪族，以削弱其實力並充實京畿地區，得石虎聽從。
至咸和八年（333年），後趙帝石勒去世，石虎以丞相掌握朝權，因著姚弋仲前言及氐酋蒲洪的勸言，於是遷關中豪族及氐、羌共十萬戶到首都襄國（今河北邢台）所在的關東地區，並命姚弋仲為奮武將軍、西羌大都督，封襄平縣公，讓他的部眾遷居於清河郡的灄頭（今河北棗強縣東北）。後又遷持節、十郡六夷大都督、冠軍大將軍。
永和五年（349年），高力督梁犢與其部眾兵變，聲勢浩大，並擊敗石虎派往討伐的李農。石虎當時大為恐懼，並召姚弋仲與燕王石斌討伐梁犢。姚弋仲率其部眾八千餘人輕騎至首都鄴城（今河北省臨漳縣）。當時石虎已重病，不能馬上接見，只先賞賜姚弋仲酒食。姚弋仲怒而不食，說：「召我擊賊，豈來覓食邪！我不知上存亡，若一見，雖死無恨。」石虎接見後加授姚弋仲使持節、侍中、征西大將軍，賜鎧馬。隨後姚弋仲就不辭而出，策馬南奔，大破叛軍，斬梁犢。因功加劍履上殿，入朝不趨，進封西平郡公。姚弋仲还当面指责石虎杀害年长儿子而立年幼儿子为储，言辞之间用“你”“我”分别指代石虎与自己，全无君臣礼节，石虎也不计较。
同年，石虎去世，太子石世繼位，而征梁犢歸來的姚弋仲、蒲洪等人亦於此時回軍，並與彭城王石遵相遇於李城（今河南溫縣），並共同勸說石遵起兵奪位。石遵隨後起兵，不久就殺石世繼位，並讓冉閔掌有兵權。然而不久冉閔就廢殺石遵，立石鑒為帝，掌握朝政。新興王石祗於是與姚弋仲及蒲洪連兵，移檄討伐冉閔。次年，冉閔殺石鑒並誅殺石氏宗室，姚弋仲就率眾討伐冉閔，移兵至混橋。不久石祗於襄國即位為後趙帝，以姚弋仲為右丞相，封親趙王，並殊有禮待。永和七年（351年），冉閔圍攻襄國，姚弋仲命其子姚襄率兵救援石祗，並配合後趙太尉張舉的行動，遣使向前燕求援。最終在汝陰王石琨、姚襄、前燕三軍以及襄國守軍夾擊之下，圍城的冉閔兵敗，敗退鄴城。雖然姚襄取勝，但因為沒有應姚弋仲在出發前所要求的擒得冉閔，遭姚弋仲以杖打一百責罰。而同年石祗亦被殺，後趙滅亡，姚弋仲於是遣使向東晉投降，獲授使持節、六夷大都督、都督江淮諸軍事、車騎大將軍、儀同三司、大單于，封高陵郡公。
次年（352年），姚弋仲在患病時向諸子說：「石氏厚待我，我本來想盡力幫助他們。而今天石氏已經滅了，中原無主；我死了以後，你們要盡快歸降晉室，並固守臣節，不要做不義的事呀！」及後去世，享年七十三歲。其五子姚襄續統其眾。

## 陵墓
姚襄後為苻生所敗，弋仲的靈柩為其所獲，苻生以王禮葬弋仲於天水冀縣。後來，姚弋仲第二十四子姚萇稱後秦帝時，追諡姚弋仲為景元皇帝，廟號始祖，其墓稱為「高陵」，置园邑五百家。现为天水市域重点文物古迹。

## 性格特徵
- 《晉書》載姚弋仲個性「清儉鯁直，不修威儀，屢獻讜言，無所回避」，連殘暴的石虎也敬重三分，334年，石虎廢皇帝石弘自立，弋仲稱病不來朝賀，經石虎不斷召見才至，弋仲正色向石虎說：「奈何把臂受託而反奪之乎！」石虎也因為弋仲正直而不責怪他。後石虎一名寵姬的弟弟任武城左尉，擾亂姚弋仲的部眾，姚弋仲就捕捉並數責他，更命人殺了他，雖然最終因對方叩頭至流血作請求以及左右的諫言而不殺他，但也見姚弋仲為事剛直，毫不顧忌對方背景。後討梁犢前得石虎召見，又責備患病的石虎：「兒死，愁邪，何為而病？兒幼時不擇善人教之，使至於為逆；既為逆而誅之，又何愁焉！且汝久病，所立兒幼，汝若不愈，天下必亂，當先憂此，勿憂賊也！犢等窮困思歸，相聚為盜，所過殘暴，何所能至！老羌為汝一舉了之」除了看見他梗直而言，直指他教子無道而導致石宣殺害太子石韜的事件發生，亦見其不論尊卑皆直稱「汝」的行為，連作為皇帝的石虎也不例外。
- 姚弋仲曾有一個叫馬何羅的部曲曾在張豺主政時叛歸對方。後因石世被廢，張豺亦遭誅殺，馬何羅於是回到姚弋仲那裏。當時眾人都建議姚弋仲殺了他，但姚弋仲就以「招才納奇」為由寬恕他，不但不作加害，反以其為參軍。
- 姚弋仲在後趙末年一直顯得忠於石氏，不過《資治通鑑》亦有見載於後趙混亂，冉閔篡權時姚弋仲與蒲洪爭奪關中的行動[4]。

## 子女
姚弋仲共有四十二子。
- 姚益，或作「姚益生」。姚襄兄，後趙曜武將軍
- 姚若，後趙武衞將軍
- 姚襄，姚弋仲五子，姚弋仲死後代領其眾，初投東晉，後叛晉自立，在與前秦的戰事中戰死。後秦建立後追封為魏武王
- 姚萇，姚弋仲二十四子，後秦武昭帝，後秦開國君主
- 姚緒，姚萇同母弟，封晉王，官至丞相
- 姚尹買，姚萇弟，與前秦對戰時戰死
- 姚碩德，姚萇同母弟，隴西王，官至太宰
- 姚紹，姚萇弟，魯公，官至太宰、大將軍、大都督
- 姚靖，姚萇弟
- 姚晃，姚萇弟

## 延伸阅读
[在维基数据编辑]
 《晉書·卷116》，出自房玄齡《晉書》